# Hermann Klöß
Hermann Klöß, ortografiat și  Hermann Klöss (n. 1880, Mediaș – d. 1948, Sibiu), poet, dramaturg și scriitor de limba germană din România.
A studiat teologia și germanistica în Marburg, Cluj, Berlin și Jena. A fost profesor și, în final, preot.

## Scrieri
- Unsere Liebe, in Liedern (versuri) (1913)
- Die Braut von Urwegen (teatru) (1914)
- Die Nachfolge Christi (teatru)  (1917)
- Untergang (teatru)  (1919)
- Totentanz (teatru)
- Joseph der Träumer (teatru)
- Frau Balk (teatru)

Reeditări:
- Herbstgetön / Gedichte, Dramen und eine Erzählung, Editura Kriterion, București, 1989

## Legături extene
- Schriftsteller aus dem Banat, Siebenbürgen, Sathmar und Buchenland / Rumänien Arhivat în 26 ianuarie 2008, la Wayback Machine.